# Rochers de Comboire
Les rochers de Comboire sont une colline de France située en Isère, dans le sud de l'agglomération grenobloise, sur les communes de Claix et de Seyssins.

## Géographie
Dominés par les falaises orientales du massif du Vercors à l'ouest et notamment le Moucherotte, les rochers surplombent eux-mêmes le Drac, l'autoroute A480, la zone commerciale de l'Espace Comboire ainsi que les communes d'Échirolles et du Pont-de-Claix en rive droite du Drac. Les rochers sont séparés du reste du massif du Vercors par le col de Cossey ou col de Comboire. À son sommet qui culmine à 533 mètres d'altitude a été édifié un fort qui permet de contrôler militairement la branche méridionale du Y grenoblois.
Le département de l'Isère a classé le site du rocher de Comboire sur la commune de Seyssins en espace naturel sensible. Il constitue également une ZNIEFF de type I sous le nom de « Rocher de Comboire » et fait l'objet d'un arrêté de protection de biotope sous le nom de « Colline de Comboire ». L'accès y reste libre.

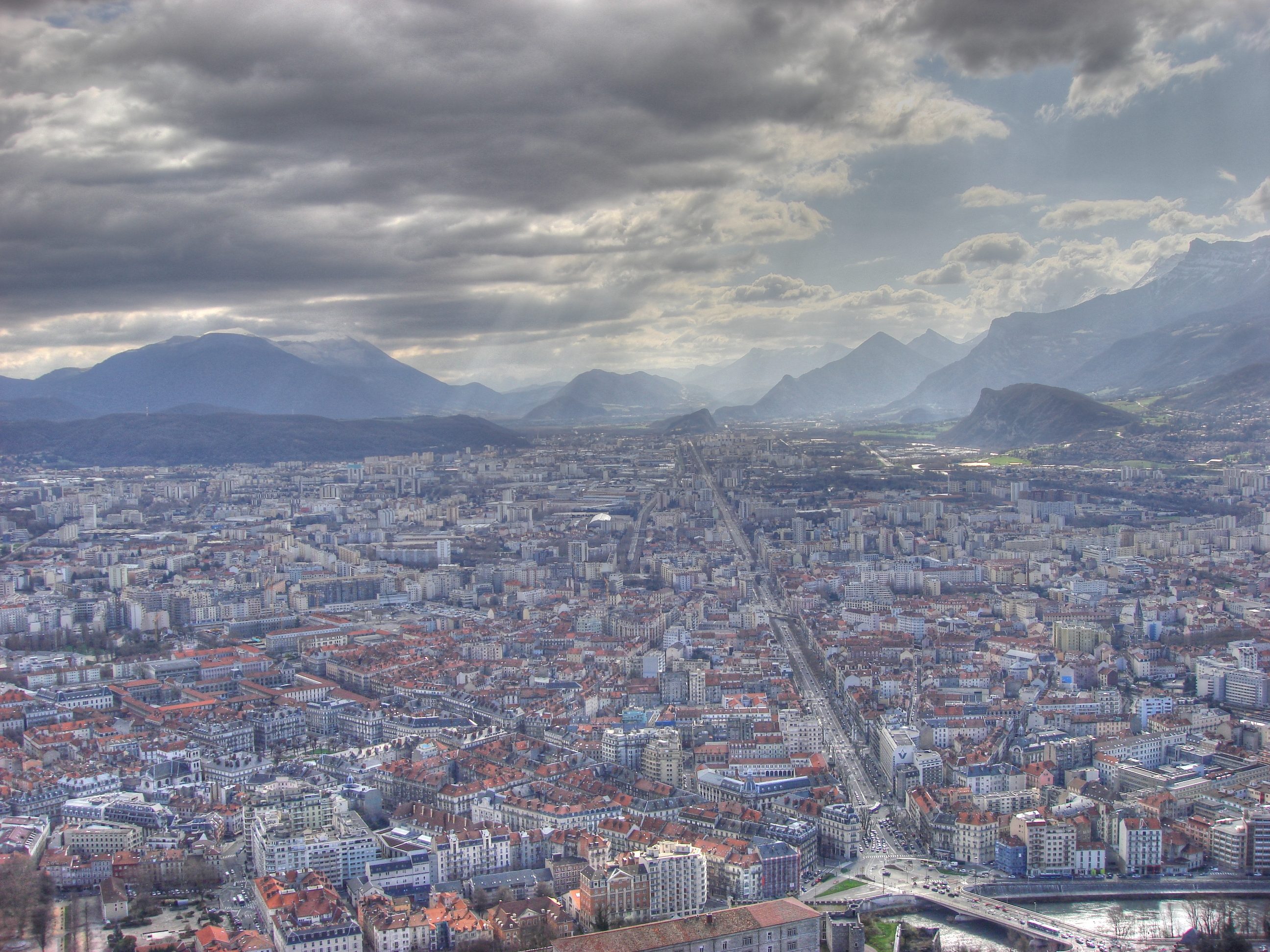
Vue depuis la Bastille à Grenoble en direction du sud avec sur la droite les rochers de Comboire aux pieds des falaises du Vercors.

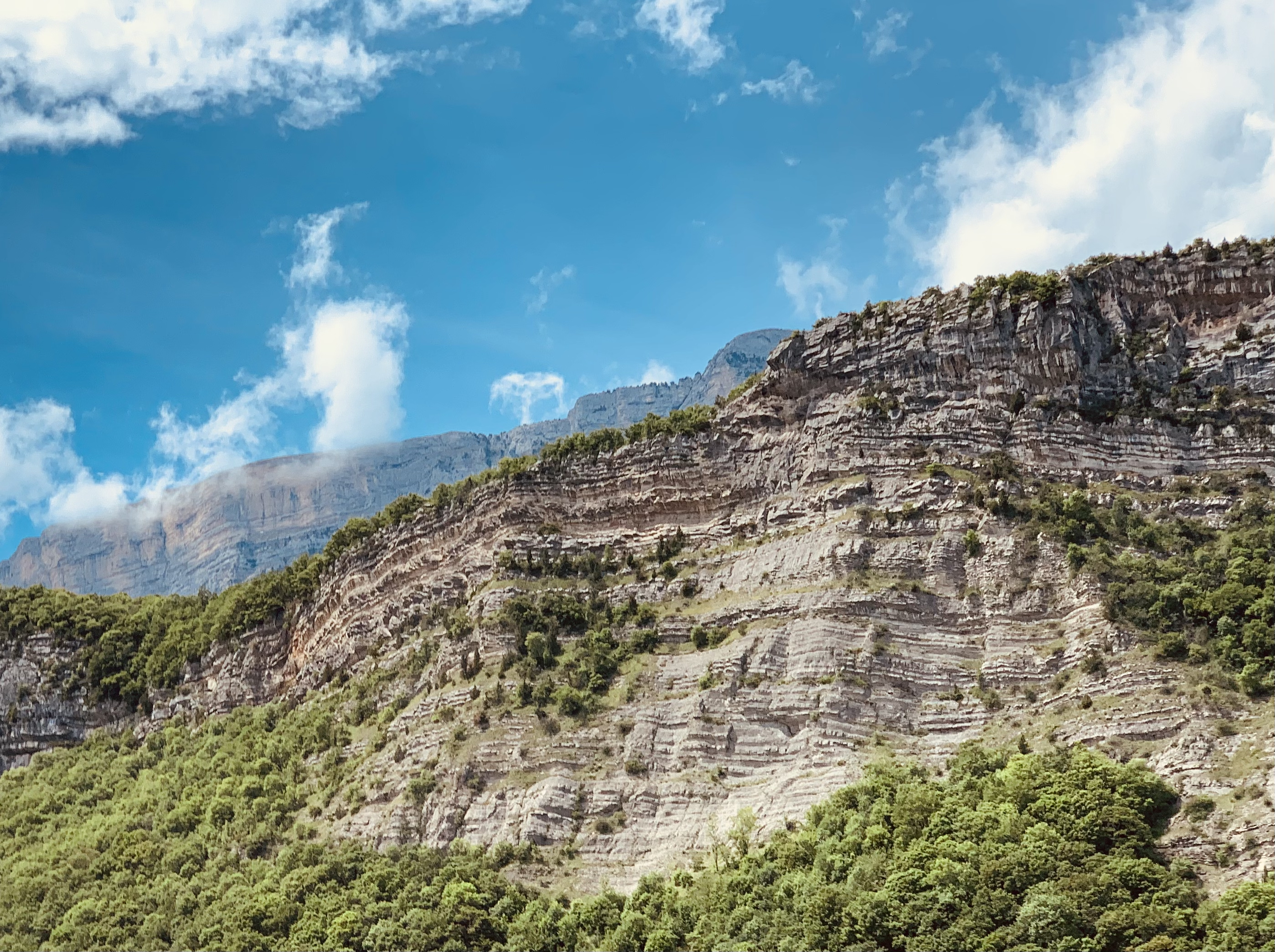
Vue de la falaise orientale des rochers de Comboire depuis l'autoroute A480 à Échirolles.